# شهرستان جیم هاگ (تگزاس)
شهرستان جیم هاگ (Jim Hogg County) یکی از شهرستان‌های ایالت تگزاس می‌باشد. این شهرستان در جنوب این ایالت است. جمعیت‌ این شهرستان در سال ۲۰۱۰ میلادی معادل ۵۳۰۰ نفر بود.